# Sydamerikanska mästerskapet i fotboll 1927
Sydamerikanska mästerskapet i fotboll 1927 spelades i Lima, Peru 30 oktober-27 november 1927. Deltog gjorde Argentina, Bolivia, Peru och Uruguay. Brasilien, Chile och Paraguay drog sig ur. Detta var första gången som Peru deltog i turneringen.
Turneringen fungerade även som kvalificering för 1928 års olympiska fotbollsturnering i Amsterdam, Nederländerna och båda Argentina och Uruguay bjöds in dit.

## Matcher
Lagen spelade i en serie där alla mötte alla, där vinst gav två poäng, oavgjort en och förlust noll.
| Lag       | S | V | O | F | GM | IM | MS  | P |
| --------- | - | - | - | - | -- | -- | --- | - |
| Argentina | 3 | 3 | 0 | 0 | 15 | 4  | +11 | 6 |
| Uruguay   | 3 | 2 | 0 | 1 | 15 | 3  | +12 | 4 |
| Peru      | 3 | 1 | 0 | 2 | 4  | 11 | −7  | 2 |
| Bolivia   | 3 | 0 | 0 | 3 | 3  | 19 | −16 | 0 |

|  | 30 oktober 1927 | Argentina                                                                  | 7 – 1   | Bolivia     | Estadio Nacional, Lima          |                                 |
|  |                 | Luna 18′, 56′ Carricaberry 20′, 36′ Recanattini 24′ (str.) Seoane 29′, 79′ | (5 – 1) | Alborta 42′ | Domare: Benjamín Fuentes (Peru) | Domare: Benjamín Fuentes (Peru) |
|  |                 |                                                                            |         |             | Domare: Benjamín Fuentes (Peru) | Domare: Benjamín Fuentes (Peru) |
|  |                 |                                                                            |         |             | Domare: Benjamín Fuentes (Peru) | Domare: Benjamín Fuentes (Peru) |

|  | 1 november 1927 | Uruguay                                    | 4 – 0   | Peru | Estadio Nacional, Lima                  |                                         |
|  |                 | Ulloa 49′ (sjm.) Sacco 52′, 71′ Castro 75′ | (0 – 0) |      | Domare: Consolato Nay Foino (Argentina) | Domare: Consolato Nay Foino (Argentina) |
|  |                 |                                            |         |      | Domare: Consolato Nay Foino (Argentina) | Domare: Consolato Nay Foino (Argentina) |
|  |                 |                                            |         |      | Domare: Consolato Nay Foino (Argentina) | Domare: Consolato Nay Foino (Argentina) |

|  | 6 november 1927 | Uruguay                                                                         | 9 – 0   | Bolivia | Estadio Nacional, Lima          |                                 |
|  |                 | Petrone 18′, 65′, 81′ Figueroa 19′, 67′, 69′ Arremón 43′ Castro 68′ Scarone 86′ | (3 – 0) |         | Domare: Benjamín Fuentes (Peru) | Domare: Benjamín Fuentes (Peru) |
|  |                 |                                                                                 |         |         | Domare: Benjamín Fuentes (Peru) | Domare: Benjamín Fuentes (Peru) |
|  |                 |                                                                                 |         |         | Domare: Benjamín Fuentes (Peru) | Domare: Benjamín Fuentes (Peru) |

|  | 13 november 1927 | Peru                                    | 3 – 2   | Bolivia             | Estadio Nacional, Lima         |                                |
|  |                  | Neyra 41′ Sarmiento 41′ Montellanos 43′ | (3 – 2) | Bustamente 13′, 14′ | Domare: Alberto Parodi (Chile) | Domare: Alberto Parodi (Chile) |
|  |                  |                                         |         |                     | Domare: Alberto Parodi (Chile) | Domare: Alberto Parodi (Chile) |
|  |                  |                                         |         |                     | Domare: Alberto Parodi (Chile) | Domare: Alberto Parodi (Chile) |

|  | 20 november 1927 | Argentina                                            | 3 – 2   | Uruguay          | Estadio Nacional, Lima          |                                 |
|  |                  | Recanattini 56′ (str.) Luna 70′ Canavessi 85′ (sjm.) | (0 – 1) | Scarone 33′, 79′ | Domare: David Thurner (England) | Domare: David Thurner (England) |
|  |                  |                                                      |         |                  | Domare: David Thurner (England) | Domare: David Thurner (England) |
|  |                  |                                                      |         |                  | Domare: David Thurner (England) | Domare: David Thurner (England) |

|  | 27 november 1927 | Argentina                                         | 5 – 1   | Peru          | Estadio Nacional, Lima              |                                     |
|  |                  | Ferreira 1′, 30′ Maglio 22′, 25′ Carricaberry 38′ | (5 – 1) | Villanueva 3′ | Domare: Victorio Gariboni (Bolivia) | Domare: Victorio Gariboni (Bolivia) |
|  |                  |                                                   |         |               | Domare: Victorio Gariboni (Bolivia) | Domare: Victorio Gariboni (Bolivia) |
|  |                  |                                                   |         |               | Domare: Victorio Gariboni (Bolivia) | Domare: Victorio Gariboni (Bolivia) |

## Målskyttar
3 mål
- Alfredo Carricaberry – Segundo Luna
- Roberto Figueroa – Pedro Petrone – Héctor Scarone

2 mål
- Manuel Ferreira – Juan José Maglio – Humberto Recanattini – Manuel Seoane
- José Bustamante
- Héctor Castro – Antonio Sacco

1 mål
- Mario Alborta
- Alberto Montellanos – Demetrio Neyra – Jorge Sarmiento – Alejandro Villanueva
- Juan Arremon

Självmål
- Daniel Ulloa (för Uruguay)
- Adhemar Canavessi (för Argentina)